# 지리 정보 시스템

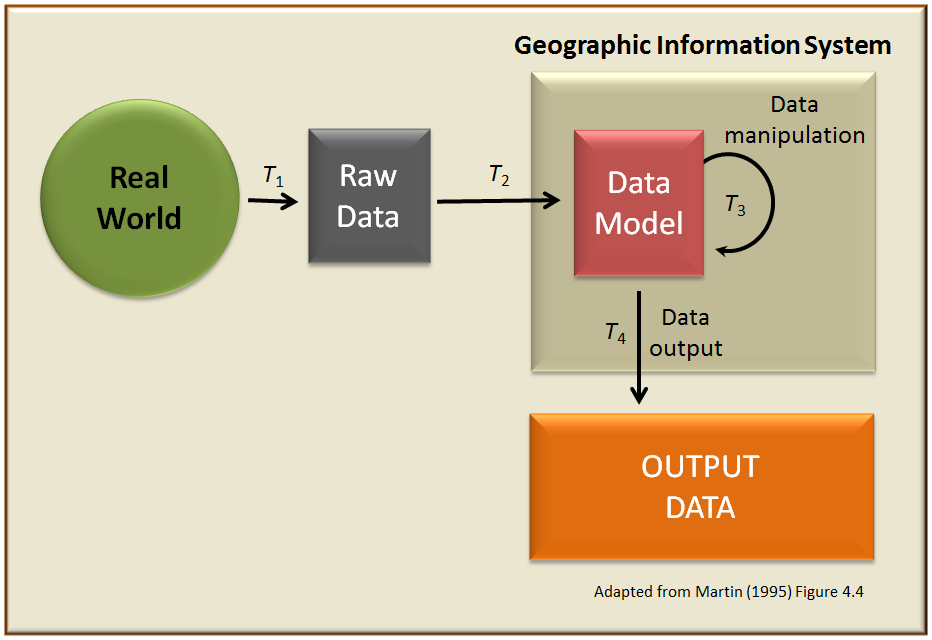
기본 개념

지리 정보 시스템(地理情報-, 영어: geographic information system, GIS)은 지리공간적으로 참조가능한 모든 형태의 정보를 효과적으로 수집, 저장, 갱신, 조정, 분석, 표현할 수 있도록 설계된 컴퓨터의 하드웨어와 소프트웨어 및 지리적 자료, 인적자원의 통합체이다.

## 역사

### 초창기
지도는 지리 정보를 잘 담아내는 도구이기는 하지만, 여러 가지 정보를 분석하기에는 비효율적인 도구이다. 초기의 GIS에서는 공간분석을 할 때, 오버레이(overlays)용량 제한, 데이터의 개요파악, 완전하지 않은 방법, 서로 다른 축척 등의 여러 가지 제약이 있었다.
초창기 오버레이의 예
- 요크타운의 전투 지도(미국 혁명기 때)는 부대의 움직임을 중첩시켜 나타냈다.
- 19세기 중반 아일랜드 철도 지도는 지질과 지형을 그 기본지도로 하여 인구, 교통의 흐름을 나타냈다.
- 스노 박사(Dr. John Snow)는 콜레라가 출현한 오염된 우물을 지도상에 나타냈으며 이를 지리정보적 분석의 초창기의 예로 보고 있다.

### 컴퓨터의 발달
컴퓨터 하드웨어의 용량은 지도를 표기할 수 있는 능력을 갖추게 된다.
또한 메모리의 용량과 속도의 증가, 가격의 저하도 디지털 상의 지도 제작이 가능하도록 해 주었다.
- 1950년 후반, 교통시스템 계획가들은 디지털 상에서 교통관련 데이터와 교통흐름을 지도화하기 시작했다.
- 1950년 후반, 워싱턴 대학(University of Washington)의 지리학과 학생들은 공간적 통계, 분석적 조작, 그리고 CAD로 지도를 제작하는 양적인 혁명을 시작한다.

### 정부기관에서의 GIS
1960년대 중반, 캐나다의 Canadian Geographic Information System은 토지, 자연자원, 야생동물의 서식지를 위한 데이터 정리를 위한 작업을 시작한다. 이는 당시에는 혁신적인 개념으로 데이터 구조, 중첩/면적계산, 그래픽화, 레이어의 도입, 공간적인 데이터와 수치/문자에 의한 데이터의 구분, 폴리곤의 쿼리등이 이루어졌다. 미네소타 도시계획 오피스(Minnesota Office of Planning)에서는 Land Management Information System을 도입, 이는 CGIS와 같은 것이다. 1960년대에 이루어진 U.S. Census는 관할구역에 대한 디지털 목록이 만들어졌고, 주소지를 지리적 좌표에 맞추었으며, 지리적 베이스 파일을 사용하여 1970년 Census를 위한 별개의 인코딩 파일(DIME)을 만들었다. DIME파일은 TIGER로 가는 사전 커서로서 도시지역에만 한정되어 있다. DIME에 의해 도시 센세스 지도의 제작이 이루어졌다. 한편, 미국방성(U.S. military)은 인공위성 화상과 항공사진을 사용하여 래스터베이스(raster-based)의 능력을 보완하는 개발을 시작한다. 미 육군 부대의 엔지니어들이 개발한 GRASS는 좋은 예라 할 수 있다. 오늘날, 오픈 소스인 GRASS는 공공기관과 개인 섹터의 사용자, 대학을 중심으로 한 학자들의 합작으로 지속적인 개발이 이루어지고 있다. 군사적인 목적으로 시작하였지만, 미국방성의 개발들은 현재 천천히 상업시장쪽으로도 진행되고 있다.

### 교육기관에서의 GIS
Harvard Laboratory For Computer Graphics And Spatial Analysis (a.k.a. Harvard Graphics)는 이미 몇 가지 소프트웨어 패키지를 개발한 바 있다.
1. SYMAP (1964)
2. CALFORM (1960년 후반)
3. SYMVU (1960년 후반)
4. GRID (1960년 후반)
5. POLYVRT (1970 초기)
6. ODYSSEY (1970 중반)

### 상업적 GIS
- Environmental Systems Research Institute (ESRI, 1969년에 창업)
  - 1980년대에 이르러 ESRI는 표준 RDMS기준 구조를 만들어냈다. 통합적 지도제작(arc) 파트와 RDMS (info)시스템 파트를 Arc/Info라고 부른다.
- Intergraph Corporation
  - 미국 방위를 중심으로 정부 프로젝트에 주로 참여하였다. CAD에서 출발하여 GIS로 발전
- Hyundai AutoEver Geometry Information System Engine (HAE-GIS 엔진)
  - 현대오토에버가 개발했으며, 공간 내 좌표와 지도를 구성하고 운용하는 기능, 공간을 분석하는 기능, 인덱싱과 검색 등 업무에 필요한 기능을 보유하고 있다.

## GIS와 정보의 불평등
GIS의 발달로 인해 다양한 활용 부문에서의 쓰임이 확대되었고 정보의 디지털화가 가능해짐에 따라 고급정보의 이용을 대중들로 하여금 편리하게 만들었다는 평가가 지배적이다. 그러나 이와는 대조적으로 GIS가 정보 격차의 문제를 확대해 정보 불평등을 일으킨다는 다음과 같은 주장들도 제기되고 있다.
1. 초기 자료 구축과정에서 많은 비용과 전문적인 인력이 요구된다. 기본적으로 GIS는 GPS와의 상호연계적인 활용을 토대로 제 기능을 발휘한다. 인간이 직접 접근하기 어려운 열대밀림이나 툰드라 기후의 지역들을 인공위성 시스템을 활용해서 필요한 정보를 얻어내는 것이다. 따라서 이 정보를 획득하는 것은 누구에게나 가능해졌지만 먼저 정보를 생산하는 활동은 일부 소수층에만 국한된 채로 진행되고 있다. 정보화 사회로의 전환에 따라 정보 획득의 속도의 차이는 정보 활용의 측면이 중요해지고 있는 상황에서 일부층에게 정보의 독점화를 예속할 수 있는 작용을 할 가능성이 크다.
2. 중첩 분석과 레이업 생성 등의 전문적인 활용의 부문은 일반인들이 수행하기에는 제한적이다. 따라서 전문 지식과 고급 인력을 확충한 자본가들만이 GIS를 제대로 활용할 수 있고 결국 이것이 정보 불평등의 문제를 형성한다는 시각이 존재한다.

## 구성 요소
GIS를 운용하기 위해서는 다섯 가지 구성요소가 필요하다.
1. Computer system
2. GIS software: 2009년 기준 전세계적으로 ESRI사가 30%로 1위, Intergraph Corporation이 16%로 2위의 점유율을 보이고 있다.[4]
3. People: 이 컴퓨터와 소프트웨어를 다룰수 있는 인재를 말한다.
4. Data: 데이터는 분석을 위한 기초적인 자료.
5. Infrastructure: 분석을 마친 GIS 데이터를 사용할 수 있는 전반적인 사회환경구조가 갖추어져 있어야 한다.

### 소프트웨어
지리 정보는 여러 다양한 응용 프로그램들을 통해 접근, 전송, 조작, 중첩, 처리, 표시될 수 있다. 미국 내에서는 ESRI나 맵인포와 같은 회사들이 산업적/상업적 시장을 지배하고 있으며, 여러 도구에 대한 전체적인 스위트(suite)를 제공하고 있다. 정부나 군사 기관에서는 종종 그들 고유의 맞춤형(custom) 소프트웨어를 사용하기도 하고, GRASS와 같은 오픈 소스 제품을 쓰기도 하며, 그들의 목적에 맞게 잘 고쳐진 특수한 제품을 쓰기도 한다. 비록 GIS 데이터셋을 보기 위한 무료 도구(tool)들이 나와 있기는 하지만, 사람들은 보통 구글 어스, 네이버 지도, 콩나물 지도와 같은 온라인 리소스(online resource) 및 인터랙티브 웹 매핑(mapping)을 통해 대중적인 지리 정보를 접근하고 있다.
지리정보시스템은 지표상의 객체(entity)를 벡터(vector), 래스터 그래픽스 형태의 데이터로 변환시켜 표현한다.

### 지리공간 자료
Geospatial Data란 지리적인 정보를 가지고 있어서, GIS가 다른 Informatin System (정보 시스템)과 구별짓는 역할을 하는 중요한 data.
Geospatial Data는 Spatial data와 attribute data로 나뉜다.
GIS 분석을 위해서는 이 둘의 특징을 정확히 이해해야만 한다.
예를 들어 "도로"에 대해 말을 해 보자. 어느 도로건 위치, 혹은 각 도로의 속성(이름, 길이, 속도 제한, 혹은 방향등의 정보)을 가지고 있다.
Spatial data는 위치에 해당하는 정보, 즉 도로의 모양이나 좌표에 대한 정보를 쥐고 있는 부분이다.
Attribute data란 도로의 속성에 대한 정보를 가지고 있는 부분.

#### 공간 자료
위에 말한 대로 Spatial data(공간데이터)는 위치에 대한 정보를 가지고 있는데, 이는 비연속일 수도 있고 연속되는 요소로 되어있을 수도 있다.
비연속적인 특징요소(feature)란 점, 선, 면적으로 대변되고, 연속적인 특징요소란 고도(높이)나 강우량과 같이 끊기는 부분이 없는 것을 말한다.
공간 요소(spatial feature)의 위치를 정확히 파악하기 위해서는 지구의 위도와 경도, 그리고 지도상의 좌표시스템을 이해해야만 한다.
- 왜냐하면 지구란 달걀을 옆으로 눕힌 정확한 타원형도 아닌 남반구의 어느쪽은 조금 불룩한 형태, 북반구의 어느 부분은 납작한 모양새를 가져, 이도저도 아닌 모양새를 띠고 있기 때문이다. 때문에, 역사적으로 지구의 모양새를 평면인 지도상에 옮기기 위해 여러 학자들이 다양한 방법을 고안해 냈지만, 결국은 어떠한 방법을 써도 정확히 지구를 평면상(지도)에 옮길 수는 없다는 결론에 다다랐다. 따라서 나라별로 자기 나라에 가장 맞다고 생각하는 투시(투영)방법을 써서 지도 제작을 하고 있다. 이를 Projection이라 한다.

이들 공간 특징요소를 나타내기 위한 data model이 있다.
Vector data model은 점과 x,y좌표를 사용하여 공간상의 점, 선, 면적을 나타낸다.
Raster data model은 그리드(grid, 격자) 혹은 그리드 셀(grid cell)을 사용하여 공간 특징요소의 변화를 나타낸다.

#### 속성 자료
Attribute Data(속성 데이터)란 공간 특징 요소를 설명해 놓은 것을 말한다.
알기 쉽게 설명을 하면, 스크린상에 서울시 지도를 펼쳐 놓고 있다고 하자.
지도 위에는 서울 시청이 있고, 그 지점에 작은 동그라미 그림이 있다고 했을 때, 이 동그라미는 데이터 베이스에 연결되어 있어야 한다. 그래야 GIS가 되는 것이다. 그냥 동그라미만 그려져 있을 때는 그래픽에 지나지 않는다. 이 동그라미가 가지고 있는 spatial data란 간단히 말해서 x,y좌표라고 생각하면 쉽다. Attribute Data는 이 동그라미에 연결되어 있는 데이터베이스를 생각하면 된다. 대개는 엑셀과 같은 모양새를 하고 있는데, 경우에 따라서는 Access의 폼의 모양으로 뜨는 경우도 있고, 그래프가 될 수도 있다. 어쨌든 이 공간상의 특징요소를 포함한 모든 숫자, 문자 데이터가 서로 관계설정이 되어 있는 데이터를 attribute data라 한다.

#### 위상 자료와 불규칙삼각망 자료
토폴로지(Topology)는 수학에서 위상 기하학을 뜻하지만, GIS에서는 조금 다르게 해석한다.
한국어로 분명하게 해석하기는 어려우나, GIS에서는 수학적인 서브필드(Subfield)로서 특징요소(feature)들간의 공간적인 관계를 분명히 하는 역할을 한다. 예를 들어보면, 두 개의 선이 있다고 했을 때, 이 두 선이 정확이 한 점에서 만나고, 어느쪽이 왼쪽이며 어느쪽이 오른쪽이 위치하는지를 명백하게 해 주는 역할을 한다. Topological 혹은 Topology에 기초한 데이터는 디지털 상에서 지리정보 데이터와 GIS분석에 필요한 에러를 간파하거나 처리하는 데 아주 유효하다.
ESRI社에서는 coverage는 topological data, shapefiles는 non-topological data로 구별하고 있다. 또한 geodatabase는 두 쪽을 다 가질 수 있다.
삼각불규칙망(Triangulated Irregular Network; TIN)은 지형을 분석할 때, 지표면이나 해저면을 나타내는 vector상의 표현으로, 3차원 상에서 x, y, z좌표를 연결하여 비정형적으로 점과 선을 연결해서 서로 오버랩 되지 않도록 삼각형을 만들어 표현하는 것이다.

## 활용 분야
GIS는 다양한 분야에서 활용될 수 있다.
가장 일반적으로 사용되고 있는 분야는 "땅"에 관한 분야로서 보통 Land Information Systems라고 불리고 있다.
GIS는 날씨나 해저면 분석, 야생동물의 서식지 분석과 같은 자연환경분야에 사용되며, 고고학에서도 도시계획에서도, 홍수와 같은 재난방재 시스템에도 널리 사용되고 있다. 경우에 따라서는 항공사진을 같이 놓고 분석을 하기도 하고, 인공위성화상을 이용해 분석을 하기도 한다.
우선 모든 GIS 데이터를 활용하고 분석하기 위해서는 위에 말한 다섯 가지 구성요소가 필요하지만, 데이터 부분에서 미리 마련되어 있어야 하는 것들이 있다. 예를 들면, 등고선만 따로 입력된 데이터가 필요한데, 이는 뒤에 표고(지표면의 높이등)을 나타낼 때, 특히 3차원 분석을 할 경우에 반드시 필요하다. 그리고 도로만을 입력한 데이터, 땅의 소유권에 따라 그린 디지털지도, 강이나 냇물이 어디로 흐르는지를 표시한 데이터, 건물의 모양을 따라 혹은 위치를 표시한 데이터, 하수시스템, 교통시스템 등, 인프라 전반적인 데이터의 구축이 우선되어야 가장 정확하고 필요에 맞는 분석을 할 수 있다.
이렇게 모든 데이터는 디지털 상의 지도로서 나타내는데, 이를 레이어라 한다. GIS분석가들은 일반적으로 CAD를 자유롭게 사용하는데, 이 때, GIS 담당자는 선의 수치보다도 x,y좌표에 더욱 신경을 쓴다. 땅을 표시하는 선이 있다면 각 선의 꼭짓점에는 당연히 x,y좌표가 들어가 있어야 하고 (물론 연결되는 선에도 좌표는 입력되어 있긴 하나) 그 좌표는 어느 GIS시스템에서도 통용되어야만 한다.
간단한 예를 들어, 어느 시골에 농부가 땅을 5km2의 땅을 소유하고 해마다 양배추를 수확을 하여 지역 농협을 통해 출하하고 있다고 한다면, GIS 담당자는 우선 이 농부의 땅의 소유분을 컴퓨터 지도상에 정확히 표시를 할 것이다. 이 때, 땅은 하나의 묶음으로 되어 있으므로, 시작하는 점과 끝나는 점이 반드시 같은 곳이어야 한다. 이를 폴리곤(polygon)이라고 한다. 그리고, 그 땅의 표시역 내부에 건물이나 가건물이 있다면 이는 또 다른 레이어에 표시를 하게 된다. 이 폴리곤을 해치(Hatch) 기능을 사용해서 어떤 그림이나 색깔로로 메울 수도 있고, 별표와 같은 표식을 소유지 표시역 가운데에 입력을 할 수도 있다. 이를 지리정보를 가진 데이터(Geospatial Data)라고 할 수 있으며, 이 데이터가 GIS 데이터라면 이 농부의 소유지를 혹은 특정 아이콘을 클릭하거나 명령을 주면, 그 뒷면에 숨겨져 있는 관련 데이터의 창이 뜨게 된다. 이 농부의 양배추 수확지의 폴리곤은 오라클이나 Access등과같은 데이터베이스와 연결이 되어 있어서, 이 땅의 소유자가 누구며, 얼마나 소유했으며, 땅의 면적은 얼마며, 한 해에 내는 세금은 얼마며, 수확량은 해마다 어떻게 되며, 누구한테 팔았는지 등, 필요한 모든 데이터를 저장하게 된다. 물론 이 데이터베이스는 전문 담당자가 관리하게 된다. 이런 데이터베이스와 연결되어 있지 않은 해치나 별표는 말 그대로 그래픽에 지나지 않으며 또한 GIS를 위한 데이터라고 할 수 없다.

## 사용 예
GIS는 사람이나 자원의 지리적 분배와 관련된 지식이 필요한 의사결정을 지원한다. 예를 들어, GIS는 중앙과 지방정부가 천재지변에 반응하는 비상 시간을 계산하고, 소매 체인점이 수익이 나는 새로운 점포의 위치를 확인하고, 은행이 새로운 지점이나 ATM 터미널을 개설하는 최고의 장소를 확인하도록 돕는 데 사용될 수 있다.

## 같이 보기
- GCS
- QGIS

## 참고 자료
- Class slides, the current NCGIA Core Curriculum for GIS(ystems) and GIS(cience), Kemp & Goodchild (1991), the NCGIA Core Curriculum Project at UBC, and Foote & Heubner’s The Geographer’s Craft

- Chang, K. 2008. Introduction to Geographic Information Systems, Forth Edition, New Delhi:Tata McGraw-Hill
- NGIS: National GIS(국가지리정보체계)
- NSDI: National Spatial Data Infrastructure (국가공간정보인프라)